# Franjo Vilhar Kalski
Franjo Vilhar Kalski (Senožeće, 5. siječnja 1852. – Zagreb, 4. ožujka 1928.), slovenski i hrvatski skladatelj. Otac mu je bio slovenski pjesnik Miroslav Vilhar.
Na gimnaziji u Ljubljani učio je glazbu kod Františeka Blažeka a nakon toga u Pragu kod Františeka Zdeněka Skuherskog.
Stvorio je preko 300 djela koja su velikim dijelom zasnovana na elementima hrvatskih folklornih napjeva. 

## Djela

### Zbor
- Nezakonska mati
- Oj vi magle
- Prvi cjelov
- Bojma pjesma
- Slovenac i Hrvat
- Bosanski korabljar
- Prognanik
- Jadranski
- Bosancice
- Naše pjesme
- Balkanska vila
- Hrvatsko biserje

### Instrumental
- Spomenice
- Hrvatski plesovi

### Opere
- Smiljana (1897)
- Ivanjska kraljica (1902)
- Gospoda Pokondirovic, Operette (1905).
- Lopudska sirotica (1914)

## Poveznice
- Hrvatski skladatelji klasične i folklorne glazbe

## Vanjske poveznice
- DIGITALIZIRANA ZAGREBAČKA BAŠTINA